# Santiago Cabanas Ansorena
Santiago Cabanas Ansorena (Madrid, 23 de marzo de 1954) es un diplomático jubilado español. Durante su carrera, fue embajador en diversas ocasiones, destacando su etapa como embajador de España en los Estados Unidos (2018-2024).

## Biografía
Nació en Madrid en 1954. Comenzó el bachillerato en el Liceo Francés de Madrid, concluyéndolo en el Atlantic College (1970-1972). De regreso a España, se licenció en Derecho en la Universidad Autónoma de Madrid (UAM) e ingresó en 1981 en la carrera diplomática.
Ha estado destinado en las representaciones de España en Irán y los Estados Unidos. Fue subdirector general del Europa Oriental y de Relaciones Culturales y Científicas, y director del Gabinete del ministro de Asuntos exteriores, Abel Matutes.
Posteriormente, en el 2000 se le confió por primera vez la jefatura de una representación diplomática, siendo nombrado embajador de España en la República Checa (2000-2004). Asimismo, también ha sido cónsul general de España en Miami, director general de Asuntos Consulares y Migratorios; director general de Política Exterior y de Seguridad (julio de 2011) y director general de Política Exterior y Asuntos Multilaterales, Globales y de Seguridad (enero de 2012).

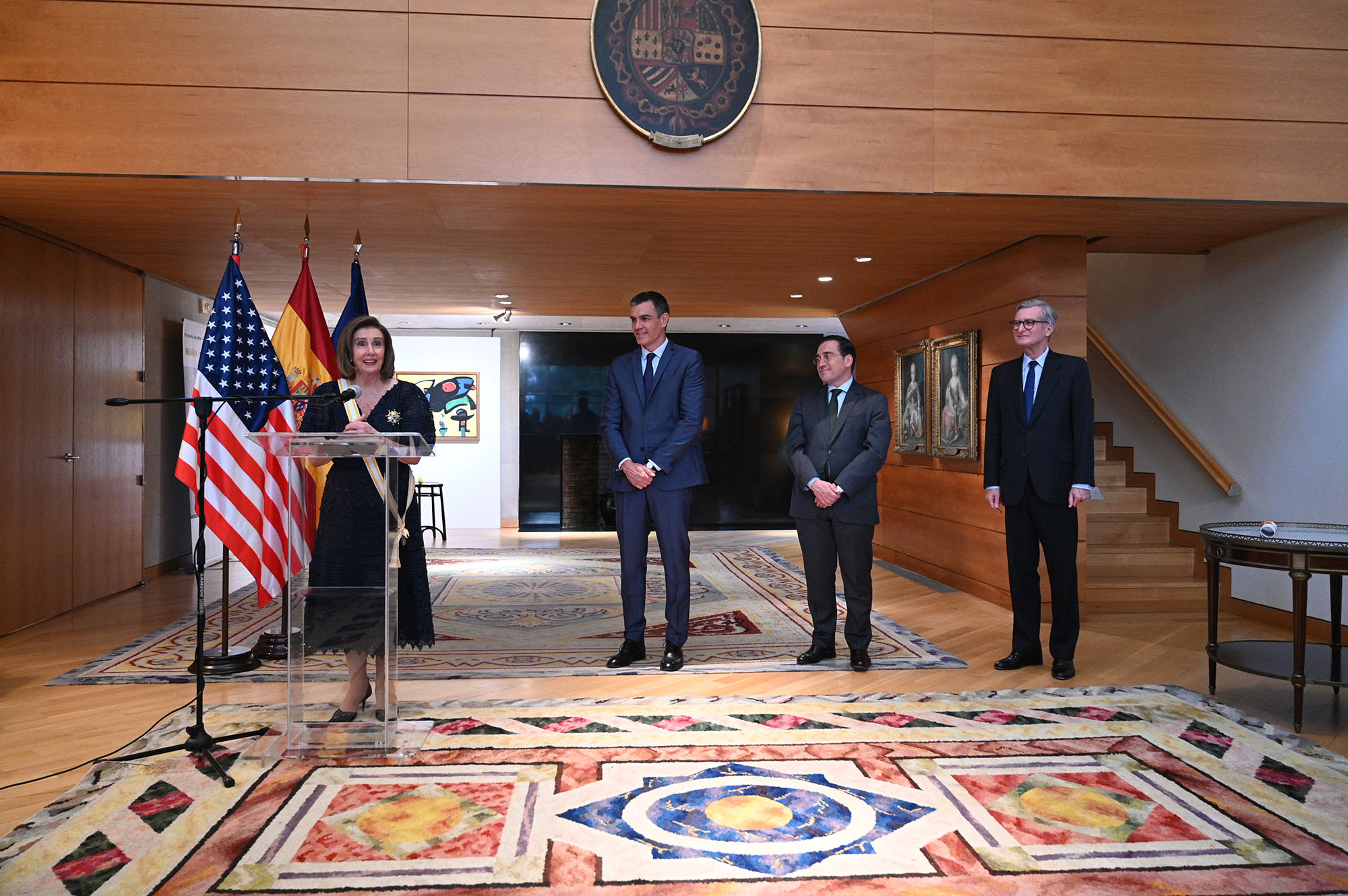
El embajador Cabanas junto con el presidente del Gobierno, Pedro Sánchez, y el ministro de Asuntos exteriores, José Manuel Albares, en el acto de entrega de la Orden de Isabel la Católica a Nancy Pelosi. 2023.

Fue embajador de España en el Reino Hachemita de Jordania (2013-2017); en la República Democrática y Popular de Argelia  (2017-2018)y en los Estados Unidos de América (2018-2024).
La Embajada en Estados Unidos fue su último destino, jubilándose a principios de 2024.